# 于默島
于默島（丹麥語：Ymer Ø）是格陵蘭東北部的島嶼，位於東北格陵蘭國家公園內的格陵蘭海，面積2,437平方公里，是格陵蘭第五大島嶼，島上最高點海拔1,900米。這座島是世界上最大的國家公園，東北格陵蘭國家公園的一部分。它以霜巨人的祖先，巨人尤彌爾命名。